# Jagdgeschwader I

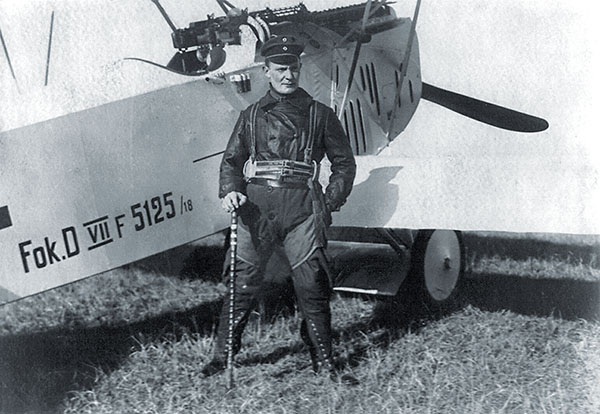
Nadporučík Hermann Göring, poslední velitel Jagdgeschwader I se svým letounem Fokker D.VII, říjen 1918

Jagdgeschwader I (první stíhací eskadra) byla stíhacím křídlem německé Luftstreitkräfte během první světové války. Byla vytvořena dne 24. června 1917 jako první jednotka tohoto typu spojením perutí Jagdstaffel 4, 6, 10 a 11 s Manfredem von Richthofenem jako velícím důstojníkem. První stíhací eskadra se stala známou jako „Létající cirkus“ („Der Fliegende Zirkus") nebo jako „Richthofenův cirkus“.